# タラモサラタ

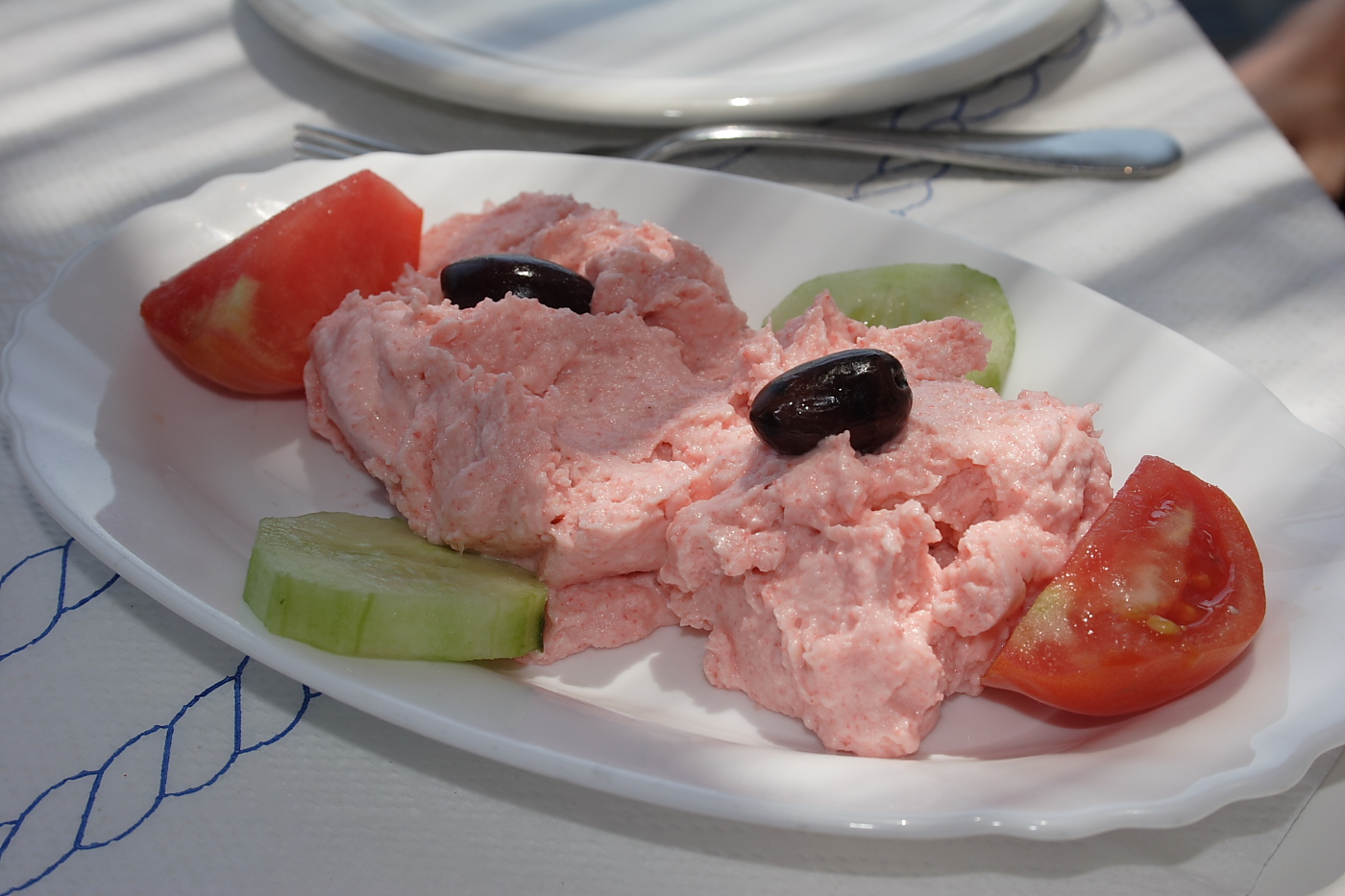
タラモサラタ

タラモサラタ（ギリシャ語:ταραμοσαλάτα / taramosalata、トルコ語ではタラマ:Tarama）は、ギリシャおよびトルコの料理。ギリシャ語の発音通りに記載するとタラモサラタが正しいが、主婦の友社『料理食材大事典』などにも記載されているように日本ではタラモサラダと表記されることが多い。
タラマ（魚卵の意）とニンニクをパンまたはジャガイモに練り合わせたメゼ（軽食、前菜）である。地中海地方ではもっぱら塩漬のコイやボラの卵を使用し、タラコは代用品である。日本ではタラコとジャガイモを用いてマヨネーズで調味する場合が多く、その語感から「タラコとジャガイモのサラダ」の略と誤認されることも多い。

## 作り方
1. パン粉またはマッシュポテトを準備する。
2. 魚卵の皮に切れ目を入れて中身を取り出す。
3. レモン汁・酢・オリーブオイル（マヨネーズはこれの代用）、魚卵、すりおろしたニンニクまたはみじん切りのタマネギを潰しながらよく混ぜる。生クリームまたはサワークリームなどを加えることもある。
4. 1と3をよく混ぜて皿に盛り、コショウ少々を振る。他の野菜やバゲットなどがあれば添える。

### 「タラモサラダ」と記載されている参考文献
- 「タラモサラダについて、由来を知りたい。その調理法についても資料があれば教えてほしい。」（岡山県立図書館） - レファレンス協同データベース

### 食品メーカーが「タラモサラダ」として紹介しているレシピ
- タラモサラダ - エスビー食品
- 千切りじゃがいものタラモサラダ - カルビー
- タラモサラダ - キッコーマン
- タラモサラダ - サントリー
- 明太子のタラモサラダ - ニッスイ